# Абагинский наслег (Амгинский улус)
Абагинский наслег — сельское поселение в Амгинском улусе Якутии Российской Федерации.
Административный центр — село Абага.

## История
Статус и границы сельского поселения установлены Законом Республики Саха (Якутия) от 30 ноября 2004 года N 173-З N 353-III «Об установлении границ и о наделении статусом городского и сельского поселений муниципальных образований Республики Саха (Якутия)». В 1998 году из учётных данных административно-территориального деления Якутии был исключён населённый пункт Хайыргас Абагинского наслега.

## Население
| 2002  | 2010  | 2011  | 2012  | 2013  | 2014  | 2015  |
| ----- | ----- | ----- | ----- | ----- | ----- | ----- |
| 1187  | ↗1192 | ↘1190 | ↘1153 | ↘1119 | ↘1116 | ↗1118 |
| 2016  | 2017  | 2018  | 2019  | 2020  | 2021  |       |
| ↘1117 | ↗1126 | ↗1130 | ↘1123 | ↘1116 | ↘1114 |       |

## Состав сельского поселения
| № | Населённый пункт | Тип населённого пункта       | Население |
| - | ---------------- | ---------------------------- | --------- |
| 1 | Абага            | село, административный центр | ↘1114     |

## Известные люди
- Будурусов, Василий Дмитриевич ― участник Великой Отечественной войны, кавалер Ордена Славы III степени, снайпер, уничтожил 20 солдат и офицеров противника, командир отделения 955-го стрелкового полка 309-й стрелковой дивизии[16].